# Gonbad-e Kawus
Gonbad-e Kawus, Gonbad-e Kāvūs (perski. گنبد کاووس) – miasto w północnym Iranie, nad rzeką Gorgan, w ostanie Golestan. Położone jest przy granicy z Turkmenistanem.
W 2011 roku miasto liczyło 144 546 mieszkańców. Miasto jest ośrodkiem handlu i rzemiosła, zaś jego okolice są rejonem nawadnianej uprawy zbóż, bawełny i warzyw. Obecna jest także półkoczownicza hodowla owiec.
W 2012 roku zabytkowy grobowiec w mieście został wpisany na listę światowego dziedzictwa UNESCO.